# Laid Back
Laid Back är en dansk musikgrupp, bildad 1979 i Köpenhamn av Tim Stahl (keyboard) och John Guldberg (gitarr). Gruppen är mest känd för hitsen Sunshine Reggae från 1982 och White Horse från 1983. 1990 gjorde gruppen comeback med hitlåten Bakerman.

## Diskografi
- 1981 – Laid Back
- 1983 – Keep Smiling
- 1985 – Play It Straight
- 1987 – See You in the Lobby
- 1990 – Hole in the Sky
- 1993 – Why Is Everybody in Such a Hurry
- 1998 – Laidest Greatest
- 1999 – Unfinished Symphonies
- 2005 – Happy Dreamer
- 2008 – Good Vibes - The Very Best of Laid Back
- 2012 – Cosyland
- 2013 – Uptimistic Music
- 2019 – Laid Back
- 2019 – Healing Feeling
- 2023 – Road To Fame
- 2024 – All You Need Is Love